# Грегори Пек
Елдред Грегори Пек (енгл. Eldred Gregory Peck; 5. април 1916 — 12. јун 2003) био је амерички глумац.

## Биографија

### Детињство и младост
Пек је рођен као Елдред Грегори Пек у Ла Хоји недалеко од Сан Дијега (Калифорнија), као син Грегорија Перла Пека, хемичара и апотекара и Бернис Меј Аурес, рођене у Мисурију. Пеков отац био је католик, док је његова мајка прешла на католицизам кад се удала. Пекова бака са очеве стране, Кетрин Аш, родом из Ирске, била је у родбинској вези са ирским патриотом Томасом Ашом, који је суделовао у Ускршњем устанку који се одвијао мало мање од три седмице након Пековог рођења, а умро је у штрајку глађу 1917. године. Упркос томе што су били стриктни католици, Пекови родитељи су се развели кад му је било пет година, а њега је одгојила бака.
Пек је послан у римокатоличку војну школу у Лос Анђелесу кад му је било 10 година, а након тога у средњу школу у Сан Дијегу. Кад је матурирао, уписао се на универзитет Сан Дијега како би поправио оцене да би уписао колеџ по свом избору, Беркли. Убрзо се запослио као возач камиона у фирми која се бавила производњом уља. Године 1936, уписао се на Беркли, како је био висок и снажан, одлучио је веслати за универзитетску екипу. Приметио га је учитељ глуме и помислио како би био савршен за његову представу. Почео се занимати за глуму, а ангажовао га је Едвин Дајер, упраник школског позоришта. На завршној години се појавио у пет представа. Иако му је школарина била само 26 долара годишње, Пек се и даље борио како би платио, па је морао радити за сестринство Алфа Гама Делта као кухињски помоћник у замену за оброке. Пек ће касније рећи о Берклију да је то „било посебно искуство за њега и три најбоље године његовог живота”: „Пробудило ме и учинило од мене човека.” Године 1997, донирао је 25 хиљада долара веслачкој екипи Берклија у част свог тренера, Ky Ebrighta.
Након што је дипломирао енглески језик на Берклију, Пек је избацио име „Елдред” и пошао у Њујорк како би студирао у глумачкој школи Neighborhood Playhouse. Често је остајао без новца и спавао у Централ парку. Дебитовао је на Бродвеју у комаду Емлина Вилијамса, Јутарња звезда 1942. године. Други наступ је био у представи The Willow and Иса Едвардом Поулијем. Избегао је војну службу у Другом светском рату због повреде леђа коју је задобио док је тренирао плес са Мартом Грејам. Студио 20th Century Fox тврдио је како се повредио док је веслао на универзитету, али Пек је рекао: „У Холивуду су ваљда мислили како плес није био довољно мачо, годинама сам покушавао исправити ту причу.”

### Филмска каријера
Пеков први филм, Дани славе, објављен је 1944. године. Иако су многи критичари описали Пекову глуму као дрвену, пет је пута био номинован за Оскара, од чега су четири номинације дошле у првих пет година његове филмске каријере: за Кључеве краљевства (1944), Пролеће живота (1946), Џентлменски споразум (1947) и Полетање усред дана (1949). Сваки од ових филмова је представио једну од Пекових особина. Кључеви краљевства нагласили су његово достојанствено држање. Као фармер Пени Баркер у Пролећу живота његову доброћудну срдачност и наклоност према ликовима свог сина и супруге. Двобој на сунцу (1946) показао га је први пут као негативца, окрутног и похотног револвераша. Џентлменски споразум показао је његову „друштвену свест” у филму који је приказао дубоко укорењени, али потајни антисемитизам у корпоративној Америци средином столећа. Полиетање усред дана је био први од многих успешних ратних филмова у којима је Пек истицао храброг, способног, али хуманог борца. Међу његовим популарним филмовима били су Моби Дик (1956), На плажи (1959), који је приказао страхоте нуклеарног рата, Топови са Наваронеа (1961) и Празник у Риму (1953), са Одри Хепберн у њеном филмском дебију за који је добила Оскара. Пек и Хепберн остали су добри пријатељи до њене смрти; Пек ју је чак упознао са њеним првим мужем, Мелом Ферером. Пек је освојио Осара за своју пету номинацију, играјући Атикуса Финча, адвоката из времена Велике депресије и самохраног оца у филмској адаптацији романа Харпер Ли, Убити птицу ругалицу.
Године 1949. у свом родном месту основао је позориште La Jolla Playhouse, заједно са својим пријатељима Хосеом Ферером и Дороти Макгвајер. Ово позориште ради и данас у склопу калифорнијског универзитета у Сан Дијегу. Од самог почетка је привлачило холивудске звезде, било као протагонисте или гледаоце. Године 1967, вршио је дужност предсједника Академије филмских умјетности и наука. Од 1967. до 1969. био је предсједавајући Одбора управитеља Америчког филмског института, 1971. предсједавајући Филмског и телевизијског фонда, а 1966. предсједавајући Америчког удружења обољелих од рака. Иако добро познат, није био имун на критике. Паулине Каел описала га је као „способног, али увијек помало досадног”. И највећи су обожаватељи признали укоченост у неким улогама. Ипак, ове квалитете биле су непоходне да стекне статус иконе, а вјероватно је и он то знао. Његови каснији покушаји да игра негативце нису добро прошли код критике. Како је био физички снажан, био је познат по томе да сам игра своје сцене борбе, ријетко користећи дублере. Заправо, Роберт Мичам, његов филмски партнер у Рту страха, често је говорио да га је Пек случајно ударио током завршне сцене борбе у филму. Рекао је како је данима осјећао последице те додао: „Не жалим никога толико глупог да започне тучу с њим.”

### Касна каријера и смрт
У осамдесетима се преселио на телевизију, где је наступао у мини-серијама The Blue and the Gray, глумећи Абрахама Линколна. Наступио је и са Barbara Bouchet у телевизијском филму The Scarlet and The Black, о стварном римокатоличком свештенику у Ватикану који је кријумчарио Јевреје и друге избеглице од нациста током Другог светског рата.
 Пек се пензионисао 1991. године. Као и Кери Грент пре њега, Пек је провео неколико задњих година на путовању око света на којима је изводио одломке из својих филмова, подсећао се на успомене и одговарао на питања из публике. Вратио се како би наступио у римејку једног од својих најпознатијих филмова, Моби Дик (1998), портретирајући „Оца Маплеа” (којег је 1956. године глумио Орсон Велс), са Патриком Стјуартом у улози Капетана Ахаба, којег је 1956. године глумио Пек.
Почетком 2003. године Пеку је понуђена улога дједа Џоа у филму Чарли и творница чоколаде. Рекао је како је то озбиљно разматрао. Хтео је глумити деда Џоа, али је умро пре него што је прихватио. Умро је 12. јуна 2003. године у сну од кардиореспираторног ареста и упале плућа са 87 година у Лос Анђелесу. Његова жена, којој је било 48, била је уз њега. Пек је сахрањен у маузолеју катедрале у Лос Анђелесу.

## Политика
Године 1947. док су многе особе из Холивуда завршавале на црним листама због сличних активности, написао је писмо Одбору за неамеричке активности у којем је изразио неодобравање истрага наводних комуниста у филмској индустрији. Председник Ричард Никсон ставио је Пека на свој попис непријатеља због његова либералног активизма. Пек је увек био поносан због те чињенице, али је због Никсоновог пописа изгубио уговор за пет филмова. Као дугогодишњи симпатизер Демократске странке, Пек је 1970. године предложен као могући демократски кандидат за гувернера Калифорније, док је са друге стране био Роналд Реган. Пек је охрабрио једног од својих синова, Керија Пека, да се кандидује за политичку функцију. Кери је два пута поражен на бирању за Конгрес, 1978. и 1980. године, од стране републиканског кандидата Роберта К. Домана, оба пута малом разликом. У интервјуу за ирске медије, Пек је открио да му је бивши председник Линдон Џонсон рекао, да се поновно кандидовао, да је намеравао понудити му место амбасадора у Ирској — место које би Пек, због својег ирског порекла, можда прихватио, рекавши „могла је то бити велика пустоловина”.
Био је противник Вијетнамског рата, док је подржавао свог сина, Стивена, који се борио тамо. Године 1972. Пек је био продуцент филмске верзије позоришног комада Данијела Беригана The Trial of the Catonsville Nine о прогону групе вијетнамских протестаната због грађанске непослушности. Иако првобитно није хтео играти контроверзног генерала Дагласа Макартура на филму, 1977. године, ипак је то учинио, након чега се дивио генералу.

## Приватни живот
Октобра 1943. године Пек се венчао са Гретом Куконен са којом је добио три сина (Џонатан, Стивен и Кери). Грета је одликована Ружом Финске, што је еквивалент Медаљи слободе. Развели су се 30. децембра 1955. године, али су остали у добрим односима. Њихов син Џонатан Пек, телевизијски новинар, починио је самоубиство 1975. године. Стивен Пек је активан у подршци америчких ветерана из Вијетнамског рата. Кери је политичар и био је на избору за конгрес. Године 1955, се венчао са својом другом супругом, Вероник Пасани, париском новинарком која га је интервјуисала 1953. године пре него што је отишао у Италију снимати Празник у Риму. Позвао ју је на ручак шест месеци после постали су нераздвојни. Добили су сина Ентонија Пека и кћер Сесилију Пек.

## Занимљивости
- Поседовао чистокрвног тркаћег коња Different Class који се тркао у Енглеској. Коњ је био фаворит трке Grand National 1968. године, али је завршио на трећем месту.
- Био је добар пријатељ са бившим француским председником Жаком Шираком.

## Филмографија
| Улоге Грегорија Пека |                            |               |                                   |          |
| Година               | Српски назив               | Изворни назив | Улога                             | Напомена |
| 2002.                | Из Русије у Холивуд        |               |                                   |          |
| 1998.                |                            |               |                                   |          |
| 1993.                | Портрет                    |               |                                   |          |
| 1991.                | Рт страха                  |               |                                   |          |
| 1991.                | Новац других људи          |               |                                   |          |
| 1989.                | Олд Гринго                 |               |                                   |          |
| 1987.                | Невјероватна Граце и Цхуцк |               |                                   |          |
| 1983.                | Скарлет и црна             |               |                                   |          |
| 1982.                | Плава и сива               |               |                                   |          |
| 1980.                | Морски вукови              |               |                                   |          |
| 1978.                | Момци из Бразила           |               |                                   |          |
| 1977.                |                            |               |                                   |          |
| 1976.                | Предсказање                |               | Роберт Торн                       |          |
| 1973.                |                            |               |                                   |          |
| 1973.                |                            |               |                                   |          |
| 1971.                |                            |               |                                   |          |
| 1970.                |                            |               |                                   |          |
| 1969.                |                            |               |                                   |          |
| 1969.                |                            |               |                                   |          |
| 1969.                |                            |               |                                   |          |
| 1968.                |                            |               |                                   |          |
| 1966.                | Арабеска                   |               |                                   |          |
| 1965.                |                            |               |                                   |          |
| 1964.                |                            |               |                                   |          |
| 1963.                |                            |               |                                   |          |
| 1963.                |                            |               |                                   |          |
| 1962.                | Убити птицу ругалицу       |               | Атикус Финч                       |          |
| 1962.                | Рт страха                  |               |                                   |          |
| 1961.                | Топови са Наварона         |               |                                   |          |
| 1959.                |                            |               |                                   |          |
| 1959.                |                            |               |                                   |          |
| 1959.                | На плажи                   |               |                                   |          |
| 1958.                |                            |               |                                   |          |
| 1958.                |                            |               |                                   |          |
| 1957.                |                            |               |                                   |          |
| 1956.                | Моби Дик                   |               | капетан Ахаб                      |          |
| 1956.                | Човјек у сивом одијелу     |               |                                   |          |
| 1954.                |                            |               |                                   |          |
| 1954.                |                            |               |                                   |          |
| 1954.                |                            |               |                                   |          |
| 1954.                |                            |               |                                   |          |
| 1953.                | Празник у Риму             |               |                                   |          |
| 1952.                |                            |               |                                   |          |
| 1952.                | Снегови Килиманџара        |               |                                   |          |
| 1952.                |                            |               |                                   |          |
| 1951.                |                            |               |                                   |          |
| 1951.                | Капетан Хоратио Хорнбловер |               |                                   |          |
| 1950.                | Револвераш                 |               |                                   |          |
| 1949.                |                            |               |                                   |          |
| 1949.                | Полетање усред дана        |               |                                   |          |
| 1948.                |                            |               |                                   |          |
| 1948.                |                            |               |                                   |          |
| 1947.                | Џентлменски споразум       |               |                                   |          |
| 1947.                |                            |               |                                   |          |
| 1946.                |                            |               |                                   |          |
| 1946.                |                            |               |                                   |          |
| 1945.                |                            |               |                                   |          |
| 1945.                | Зачаран                    |               | др Ентони Едвардс / Џон Балантајн |          |
| 1944.                |                            |               |                                   |          |
| 1944.                |                            |               |                                   |          |

## Галерија
- Грегори Пек у филму The Yearling
- Пек са Дороти Макгвајер у филму Џентлменски споразум
- Пек са Одри Хепберн у филму Празник у Риму
- Пек у филму Designing Woman